# Sallenôves
Sallenôves ist eine französische Gemeinde im Département Haute-Savoie in der Region Auvergne-Rhône-Alpes.

## Geografie
Sallenôves liegt auf 458 m, etwa 15 Kilometer nordwestlich der Stadt Annecy (Luftlinie). Das Bauerndorf erstreckt sich am nördlichen Rand eines Plateaus, das sich in der Talschaft Vallée des Usses ausbreitet, südlich des Taleinschnittes der Usses, im Genevois.
Die Fläche des 3,64 km² großen Gemeindegebiets umfasst einen Abschnitt des Genevois. Hauptsiedlungsgebiet ist das Plateau von Sallenôves, das im Osten vom Taleinschnitt der Petites Usses, im Norden von der Talniederung der Usses und im Westen von einem kurzen Seitental der Usses eingefasst wird. Nach Süden steigt das Plateau langsam an und erreicht in der Nähe von Mésigny mit 529 m die höchste Erhebung von Sallenôves.
Zu Sallenôves gehören der Weiler Bonlieu (374 m) im Tal der Usses sowie einige Einzelhöfe. Nachbargemeinden von Sallenôves sind Contamine-Sarzin und Marlioz im Norden, Choisy im Osten, Mésigny im Süden sowie Chilly im Westen.

## Geschichte
Das Gemeindegebiet von Sallenôves war bereits während der Römerzeit besiedelt. Der Ortsname setzt sich aus den Wörtern salla (Saal, Herrschaftshaus) und nôve (Patois-Ausdruck für neu) zusammen und bedeutet somit etwa so viel wie neue Herrschaftssitze.

## Sehenswürdigkeiten
Die Dorfkirche von Sallenôves wurde im 19. Jahrhundert im Stil der Neuromanik erbaut. Einige Reste der ehemaligen Abtei Bonlieu aus dem 12. Jahrhundert sind erhalten und werden heute überwiegend als Bauernhof genutzt. Das gegenüber von Sallenôves stehende Château de Sallenôves befindet sich auf dem Gemeindegebiet von Marlioz.

## Bevölkerung
| Jahr                       | 1962 | 1968 | 1975 | 1982 | 1990 | 1999 | 2006 |
| Einwohner                  | 226  | 234  | 228  | 301  | 400  | 476  | 559  |
| Quellen: Cassini und INSEE |      |      |      |      |      |      |      |

Mit 847 Einwohnern (Stand 1. Januar 2022) gehört Sallenôves zu den kleinen Gemeinden des Département Haute-Savoie. Im Verlauf des 19. und 20. Jahrhunderts nahm die Einwohnerzahl aufgrund starker Abwanderung kontinuierlich ab (1861 wurden in Sallenôves noch 498 Einwohner gezählt). Seit Mitte der 1970er Jahre wurde jedoch wieder eine deutliche Bevölkerungszunahme verzeichnet.

## Wirtschaft und Infrastruktur
Sallenôves ist noch heute ein vorwiegend durch die Landwirtschaft geprägtes Dorf. Daneben gibt es einige Betriebe des lokalen Kleingewerbes. Viele Erwerbstätige sind Wegpendler, die in den größeren Ortschaften der Umgebung, insbesondere im Raum Annecy ihrer Arbeit nachgehen.
Die Ortschaft liegt abseits der größeren Durchgangsstraßen, ist aber von der Hauptstraße N508, die von Annecy nach Bellegarde-sur-Valserine führt, leicht erreichbar. Weitere Straßenverbindungen bestehen mit Chilly, Mésigny, Cruseilles und Cercier. Der nächste Anschluss an die Autobahn A41 befindet sich in einer Entfernung von rund 17 km.